# Cryptophagus saginatus
Cryptophagus saginatus är en skalbaggsart som beskrevs av Sturm 1845. Cryptophagus saginatus ingår i släktet Cryptophagus, och familjen fuktbaggar. Arten är reproducerande i Sverige.